# フォルクスワーゲン・EA266

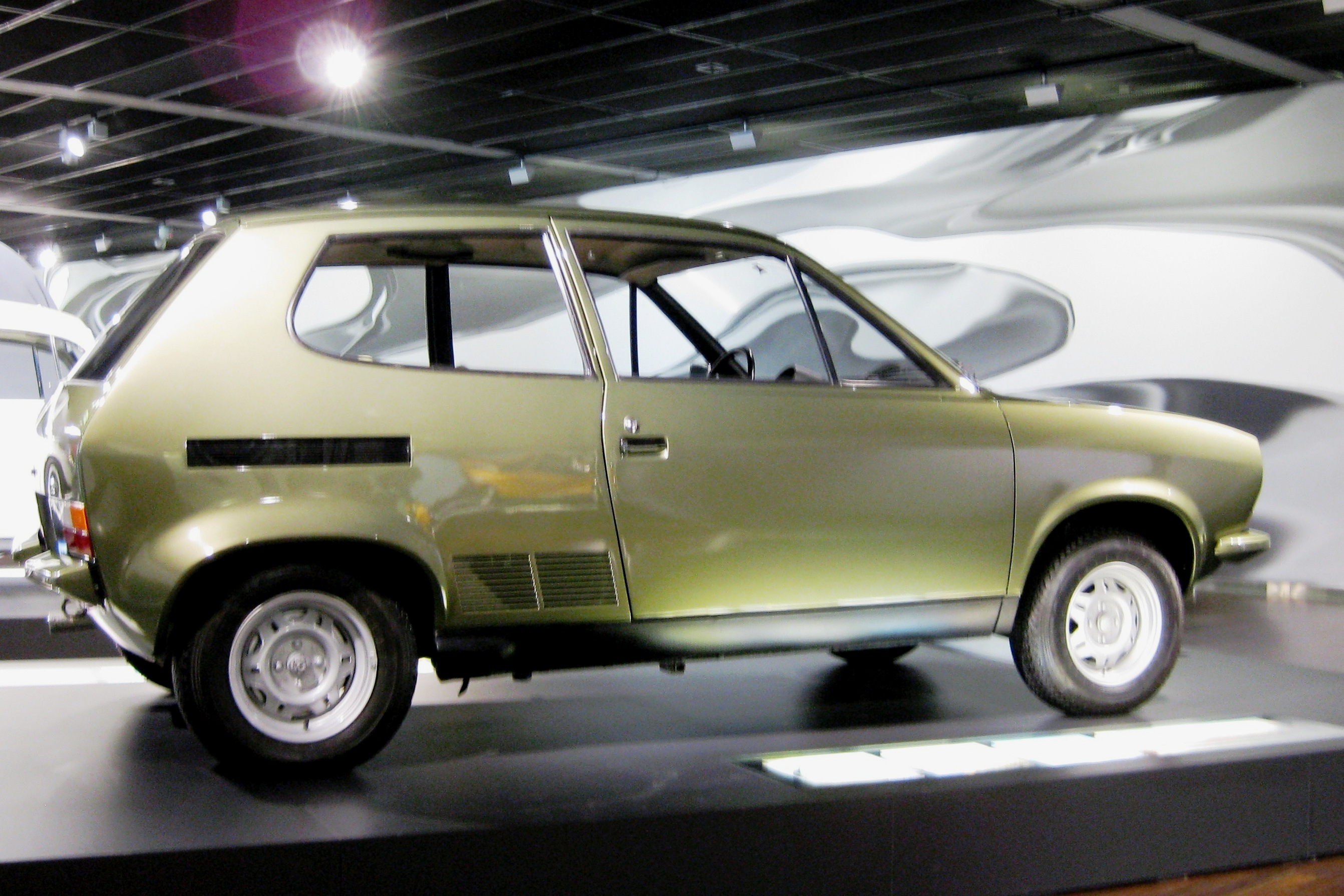
VWのヴォルフスブルク本社のアウトシュタットに展示されているEA266のプロトタイプ

フォルクスワーゲン・EA266（ドイツ語: Volkswagen EA266 ）はフォルクスワーゲンによってポルシェに設計依頼され、製作された試作車である。

## 概要
1960年代後半当時のフォルクスワーゲン社長ハインリヒ・ノルトホフはフォルクスワーゲン・タイプ1の後継車を考えていた。ビートルの改良以外に何もしない、という批判に対して39台もの試作車を公開したこともある。この時公開されなかったが、タイプ1後継試作車の1つとしてEA266は1965年ポルシェに開発を委託され、当時ポルシェにいたフェルディナント・ピエヒが設計し、1966年に製作された。
巨大なトランクルーム、高い衝突安全性、非常に良好なハンドリングなど利点は多く、膨大な開発費を投じて発売直前の段階まで煮詰めていたが、ハインリヒ・ノルトホフ死去後後任となったルドルフ・ライディングは高コストで整備性が悪いなど大衆車としての弱点から開発中止を決定した。その後ビートルの後継車としてEA266の代わりにゴルフが発売されることとなる。
この試作車は1987年ヴォルフスブルクのフォルクスワーゲンミュージアム開館に当たり公開された。

## 機構
1.6 L 直列4気筒水冷エンジンを横倒しにし、後部座席の下にミッドシップで搭載していた。そのため座面はやや高くなったが、定員は5人で、小型車として必要な居住性は確保されていた。フロントが空洞であるため高い衝突安全性能を有していたほか、重心も低く、かつ重量が車両中心に集中していたため、ハンドリングも優れていた。
フロントノーズには400 Lに及ぶ巨大なトランクがあり、後部座席の後方もカーペットを張った荷物置き場となっている。
福野礼一郎は1998年に発売された2代目ホンダ・Zとの類似性を指摘している。